# 쿠레나이 유즈루
쿠레나이 유즈루(일본어: 紅ゆずる, 8월 17일 ~ )는 다카라즈카 가극단 호시구미에 소속된 일본의 가극 배우이다. 2016년 11월 21일 자로 호시구미 톱스타로 취임하였다. 상대역은 96기 키사키 아이리.
오사카부 오사카시 출신이며, 히가시 오오타니 고등학교 2년을 마치고 다카라즈카 음악학교에 88기생으로 입학, 다카라즈카 가극단에 88기생으로 입단하였다. 신장은 173 cm 이고, 혈액형은 A형이다. 애칭은 사유미, 사유짱, 유즈룬, 베니코 등이다.
쿠레나이 5의 리더이기도 하다.